# Sarah Hirini
Sarah Hirini OMNZ (nascuda el 9 de desembre de 1992) és una jugadora de rugbi a 15 femení de Nova Zelanda i dues vegades medallista olímpica. Juga a l'equip nacional femení de rugbi a 7 de Nova Zelanda i va ser capitana de l'equip de Manawatu Sevens que va guanyar el títol nacional femení de sets de 2013 a Queenstown. Va ser nomenada a l'equip per a la Copa del Món de Rugbi Femení 2017.

## Carrera esportiva
A l'escola secundària va jugar inicialment a hoquei herba, però va començar a jugar al rugbi el 2006 als 13 anys després d'acompanyar uns amics que assistien a proves de rugbi. "Vaig pensar que seria una bona forma física per al meu hoquei i, a més a més, si feia un esport més no havia d'anar a la classe de deures després de l'escola."
Va passar a jugar a l'equip de noies de l'escola secundària de Manawatu del 2007 al 2010, i va ser mentre ella era capitana el 2010 que van guanyar la competició regional sense cap punt anotat contra elles. També va jugar a l'equip de noies de l'escola secundària Hurricanes el 2008.
Va ser seleccionada per unir-se a l'equip de Nova Zelanda per a la inauguració Sèrie mundial de set femenins de l'IRB de 2012-2013. Com a resultat, va obtenir un contracte d'un any a temps complet amb els New Zealand Sevens, que va pagar 30.000 dòlars. Capitanat per Manuel, l'equip va guanyar la sèrie després d'un quart a Houston i victòries a Guangzhou i Amsterdam després d'haver anotat 169 punts i cedint 34.
Va ser seleccionada com a membre jugadora dels Black Ferns Sevens per al Rugby a 7 als Jocs Olímpics d'estiu de 2020. Aleshores va ser seleccionada per unir-se a Hamish Bond com a abanderades de Nova Zelanda a la cerimònia d'obertura. A causa d'una cursa l'endemà, Bond va ser substituït per David Nyika. Arran de les restriccions de Covid sobre quants podrien entrar a la Vila Olímpica alhora, onze dels jugadors i la direcció, inclòs Hirini, havien de volar des de Townsville, on havien estat competint al Campionat de Sets Femenins d'Oceania del 2021, per assegurar-se que Hirini podria assistir a la cerimònia d'inauguració. Posteriorment s'hi sumaria la resta de l'equip. Després de la cancel·lació del seu primer vol, tots onze van perdre la seva connexió a Brisbane, cosa que va provocar que les seves proves prèvies a la sortida de 24 hores expiressin. Finalment, va trobar una manera d'aconseguir que Hirani anés acompanyat per Portia Woodman a Tòquio a temps per participar en la cerimònia d'obertura.
El 20 de juny de 2024 es va anunciar que havia estat seleccionada com a membre de l'equip femení de rugbi a set de Nova Zelanda per als Jocs Olímpics de París. L'equip va guanyar la medalla d'or, on va derrotar Canadà a la final per 19 a 12.

## Vida personal
D'ascendència maorí, es va afiliar al iwi Ngāti Kahungunu. Es va casar amb Conor Hirini el gener de 2019.
Mentre estava a Mount Maunganui, va obtenir la seva llicència de pilot privat el 2021, després de tres anys d'estudi.

## Premis i honors
El 2013, va rebre el premi a l'esportista de l'any del campus de la Universitat Massey.
En els honors de l'aniversari de la reina de 2019, Hirini va ser nomenada membre de l'Ordre del Mèrit de Nova Zelanda, pels serveis al rugbi. Va ser nominada, per quarta vegada en sis anys, com la Jugadora de l'any de World Rugby Women's Sevens.
Va ser la primera dona que va jugar 200 partits al circuit mundial. La seva mare, germana i neboda van fer el viatge al sud de França per presenciar el seu partit número 200.
El 2022, es va convertir en la tercera dona que apareix a la portada del New Zealand Rugby Almanack.
Als premis World Rugby Sevens Series de 2023 al maig d'aquell any, Hirini va ser nomenada membre de l'equip del somni femení de 2023.